# فرودگاه استیجاری شهرستان جانسن
فرودگاه جانسن شهرستان ایگزکیتیو (به انگلیسی: Johnson County Executive Airport) یک فرودگاه همگانی با کد یاتا OJC است که یک باند فرود بتن دارد و طول باند آن ۱۲۴۹ متر است. این فرودگاه در کشور ایالات متحده آمریکا قرار دارد و در ارتفاع ۳۳۴٫۱ متری از سطح دریا واقع شده‌است.